# Кривина површине језера
Кривина површине језера (k) одређује се само за већа језера. Она су као део сферне површине Земље и сама засвођена. Добија се када се квадрат дужине језера у km (L2) подели са двоструком вредношћу средњег полупречника Земље (2r) који износи 6.372,797 km. Образац за то је следећи:
k = L2 / 2r